# 町田市立南成瀬小学校
町田市立南成瀬小学校(まちだしりつ みなみなるせしょうがっこう)は、東京都町田市南成瀬三丁目にあった公立小学校。
2023年4月現在の学級数は12学級、全校児童341人である。

## 沿革
- 1980年（昭和55年）
  - 4月1日 - 開校
  - 5月28日 - 開校式
- 1981年（昭和56年）
  - 3月3日 - 校章・校歌発表式
  - 5月8日 - 学校開放委員会発足、百葉箱完成
- 1985年（昭和60年）
  - 4月12日 - 父母と教師の会「けやきの会」設立
  - 9月9日 - ランチルーム開設
- 1989年（平成元年）
  - 9月6日 - 校庭改修工事終了
  - 12月3日 - 創立10周年記念式典
- 1990年（平成2年）8月24日 - 体育館外壁塗装工事終了
- 1993年（平成5年）8月7日 - プレイルーム床カーペット工事
- 1994年（平成6年）5月24日 - 創立15周年記念航空写真撮影
- 1996年（平成8年）7月6日 - 第1回地域懇談会
- 1997年（平成9年）8月22日 - 校長室・事務室・図書室内装工事
- 1999年（平成11年）10月2日 - 創立20周年記念式典
- 2000年（平成12年）10月26日 - 第1回学校運営協議会
- 2004年（平成16年）6月16日 - 開校25周年集会
- 2005年（平成17年）
  - 7月21日 - 体育館照明工事
  - 8月26日 - 校舎北側擁壁工事
- 2006年（平成18年）8月2日 - 防犯カメラ設置
- 2007年（平成19年）9月15日 - 校舎耐震工事完了
- 2008年（平成20年）3月30日 - 教室増設工事完了
- 2010年（平成22年）
  - 2月5日 - 開校30周年記念式典
  - 5月22日 - コミュニケーションの教室開設
  - 10月28日 - 第49回全日本学校歯科保健優良校 奨励賞受賞
- 2012年（平成24年）
  - 9月25日 - エアコン設置工事完了
  - 12月5日 - トイレ改修工事完了
- 2015年（平成27年）7月21日 - 体育館非構造部材耐震化工事
- 2018年（平成29年）
  - 1月31日 - 中規模エコ改修工事完了
  - 4月1日 - サポートルーム開設 地域拠点校
- 2025年（令和7年）3月31日 - 閉校。

## 校歌
町田市立南成瀬小学校校歌
- 作詞 - 中村千栄子
- 作曲 - 岩河三郎

## 教育目標
以下の教育目標が掲げられている。

## 通学区域
学区は、町田市ウェブサイト（2023年10月27日最終更新）に依った。
全域が学区となる地域
南成瀬1丁目〜3丁目
一部区画が学区となる地域
成瀬8丁目

## 学区内の主な施設
- なるせ駅前市民センター
- 町田警察署成瀬駅前交番
- 町田消防署成瀬出張所
- JR成瀬駅
- 横浜銀行成瀬支店
- 成瀬城跡（町田市）

## 学校の統合
町田市教育委員会では「町田市新たな学校づくり推進計画」に基づいて、2040年度までに市内の市立小学校・中学校を統合・建替をする予定である。この影響を受け、本校も2025年度に町田市立南第二小学校と統合する。
本校と南第二小学校は2025年3月31日をもって閉校し、同年4月1日より統合新設校「町田市立成瀬小学校」が開校予定である。また、南第二小学校に設置されている「知的障がい特別支援学級」は継続されるとともに、2028年度の新校舎移転時から、新たに「自閉症・情緒障がい特別支援学級」を設置する。
2025年度からは本校にプレハブ校舎を建設し、既存校舎と併用して使用する。旧南第二小学校は2025年度から2027年度までに小学校敷地に新校舎を建設する。
統合校の校舎は旧南第二小学校の位置で、使用開始は2028年度からを予定する。

## 交通
JR東日本横浜線の成瀬駅で下車する。
成瀬駅北口から徒歩7分程度で小学校に到着できる。